# 王箴
王箴（1899年—1994年），字铭彝、叔箴，男，江苏江阴人，中国化学家、化学教育家，曾任厦门大学化学系系主任、教授，第三届全国人大代表。